# Den sidste kontrakt
Den sidste kontrakt er en svensk thrillerfilm fra 1998 instrueret af Kjell Sundvall. Filmen er en spændingsfilm som fremfører den teori, at de virkelige bagmænd til mordet på Olof Palme skal findes i toppen af det svenske samfund.
Filmen havde premiere i Sverige den 6. marts 1998 og udkom i Danmark den 2. oktober samme år.

## Handling
Betjenten Roger Nyman (Mikael Persbrandt) får et tip om en person, der skal være rejst ind i landet under falsk navn. Efterforskningen fører frem til en person, der tilsyneladende har planer om at myrde den svenske statsminister, Olof Palme.

## Medvirkende (i udvalg)
- Mikael Persbrandt som Roger Nyman
- Pernilla August som Nina Nyman
- Reine Brynolfsson som Bosse Ekman
- Michael Kitchen som Ray Lambert
- Bjørn Floberg som Tom Nielsen
- Cecilia Ljung som Lisa
- Per Ragnar som KG
- Paul Birchard som Norris
- Anders Ekborg som Bengt Löfgren
- Leif Andrée som Berg
- Stig Engström som bartender
- Johan H. Kjellgren som Erik Hellberg
- Claudia Galli som ekspedient

## Bag om filmen
Forbilledet for Den sidste kontrakt er romanen Kontraktet: Mordet på en Statsminister, som er skrevet i 1997 af en forfatter med pseudonymet John W. Grow. Både instruktør Kjell Sundvall og producer Börje Hansson hævder, at de ikke aner, hvem den person er.
Optagelserne til filmen var problematiske, fordi Kjell Sundvall fik tonsvis af breve fra folk, der ville dele deres teorier om Palmemordet. Dette førte til en beslutning om, at ingen oplysninger om selve produktionen ville blive frigivet til pressen.